# Fernando Ayala
Fernando Ayala (Gualeguay, 2 luglio 1920 – Buenos Aires, 11 settembre 1997) è stato un regista cinematografico, produttore cinematografico e sceneggiatore argentino, considerato uno dei più importanti argentini della storia nel suo genere.

## Biografia
Estremamente instabile, la sua carriera oscilla tra alcune opere di grande interesse e altre trascurabili. Negli anni 30 si trasferisce con la famiglia a Buenos Aires; dal 1942, dopo aver abbandonato gli studi di diritto per dedicarsi al cinema, lavoro per anni come aiuto-regista nel suo paese e a Cuba. Il debutto come regista, un film-commedia decisamente commerciale e impersonale (Ayer fue primavera), non è molto promettente, come La guerra la gano yo. Nel 1956 fonda, tuttavia, la casa di produzione Aries Cinematografica insieme a Hector Olivera e si avventura in alcuni progetti molto ambiziosi. El iefe e El candidato, un dittico su due figure di caudillos messicani tanto frequenti nella storia recente dell'America Latina, lo rivelano come regista di una certa levatura. Nel 1963 è un membro della giuria della 13ª edizione del Berlin International Film Festival. Sebbene basati su due racconti dello scrittore socialista David Vinas, il risultato dei due film è abbastanza disuguale. Mentre El iefe è un indovinato pregiudizio sull'autoritarismo e sulla vita politica del momento in Argentina (con una critica appena velata al peronismo), El candidato, che di nuovo vuole essere un'analisi della demagogia politica, risulta al contrario un totale insuccesso di critica e di pubblico. Esso abbozza un avvicinamento critico al mondo dell'alta borghesia del paese, chiaramente debitore ai film contemporanei di Torre Nilsson e Beatriz Guido. Che il suo interesse per tale problematica non sia occasionale è provato dal fatto che vi torni con Paula cautiva, opera ambientata tra i proprietari latifondisti per la quale conta sulla collaborazione di Beatriz Guido alla sceneggiatura. 
Dalla metà degli anni settanta, tuttavia, la carriera di Ayala va in declino, con mediocri film commerciali (e con esperienze di genere folkloristico) che fanno perdere qualsiasi speranza di recupero. Con Los medicos si apprezza un tiepido tentativo di tornare al cinema di denuncia, confermato poco dopo da due film notevoli e rappresentativi del periodo finale della dittatura militare: Plata dulce, atto teatrale agrodolce sull'euforia prodottasi nel 1979 quando, in piena inflazione, la quotazione del dollaro scende e alimenta nei cittadini ogni tipo di sogno sui affari impossibili, ed El arreglo, prodotto nel 1983, satira sulla corruzione delle istituzioni durante l'allacciamento dell'acqua corrente nella periferia di Buenos Aires. Questo film entrò nella lista dei film in competizione alla 13ª edizione del Festival cinematografico internazionale di Mosca, dove vinse un diploma d'onore. Forse stimolato dal successo di queste due pellicole, Ayala opta nuovamente per un cinema di taglio sociale ambientato nell'alta borghesia (Pasajeros de una pesadilla, e Sobredosis), senza ottenere un risultato all'altezza delle intenzioni. Il suo ultimo film per il grande schermo è Dios la cría, commedia su una coppia, una donna e un travestito.

## Filmografia

### Regista
- Ayer fue primavera (1955)
- Los tallos amargos (1956)
- Una viuda difícil (1957)
- El jefe (1958)
- El candidato (1959)
- Sábado a la noche, cine (1960)
- Paula cautiva (1963)
- La industria del matrimonio (1964)
- Primero yo (1964)
- Viaje de una noche de verano (1965)
- Con gusto a rabia (1965)
- Hotel alojamiento (1966)
- Las locas del conventillo (1966)
- Cuando los hombres hablan de mujeres (1967)
- En mi casa mando yo (1968)
- El professor hippie (1969)
- La fiaca (1969)
- El professor patagónico (1970)
- La guita (1970)
- La gran ruta (1971)
- Argentino hasta la muerte (1971)
- El professor tirabombas (1972)
- Argentinísima (1972)
- Argentinísima II (1973)
- Triángulo de cuatro (1975)
- El canto cuenta su historia (1976)
- Los médicos (1978)
- Desde el abismo (1980)
- Días de ilusión (1980)
- Abierto día y noche (1981)
- Plata dulce (1982)
- El arreglo (1983)
- Pasajeros de una pesadilla (1984)
- Sobredosis (1986)
- El año del conejo (1987)
- Dios los cría (1991)[6]

### Produttore
- El jefe (1958)
- El candidato (1959)
- Sábado a la noche, cine (1960)
- No Exit (A puerta cerrada)  Inédita (1962)
- Huis Clos (A puerta cerrada)  (1962)
- Paula cautiva (1963)
- Con gusto a rabia (1964)
- Primero yo (1964)
- Hotel alojamiento (1966)
- Cuando los hombres hablan de mujeres (1967)
- En mi casa mando yo (1968)
- Psexoanálisis (1968)
- El profesor hippie (1969)
- La guita (1970)
- El profesor patagónico (1970)
- La gran ruta (1971)
- Argentino hasta la muerte (1971)
- Los neuróticos (1971)
- Argentinísima (1971)
- El profesor tirabombas (1972)
- Hasta que se ponga el sol (1973)
- Argentinísima II (1973)
- La Patagonia rebelde (1974)
- Triángulo de cuatro (1975)
- El muerto (1975)
- El canto cuenta su historia (1976)
- Los médicos (1978)
- La nona (1979)
- La playa del amor (1979)
- Los éxitos del amor (1979)
- La carpa del amor (1979)
- Días de ilusión (1980)
- Desde el abismo (1980)
- La discoteca del amor (1980)
- Las vacaciones del amor (1981)
- Los viernes de la eternidad (1981)
- Plata dulce (1982)
- Buenos Aires Rock (1983)
- El arreglo (1983)
- Piccola sporca guerra (No habrá más penas ni olvido), regia di Héctor Olivera (1983)
- Pasajeros de una pesadilla (1984)
- La muerte blanca (1985)
- La noche de los lápices (1986)
- Sobredosis (1986)
- El caso María Soledad (1993)

### Assistente alla regia
- Más fuerte que el amor (1955)
- Dock Sud (1953)
- La voz de mi ciudad (1953)
- Sala de guardia (1952)
- La melodía perdida (1952)
- Piantadino (1950)
- Esperanza (1949)
- El barco sale a las diez (1948)
- Milagro de amor (1946)
- Cristina (1946)
- Deshojando margaritas (1946)
- Allá en el setenta y tantos (1945)
- Mi novia es un fantasma (1944)
- El espejo (1943) dir. Francisco Mugica
- La guerra la gano yo (1943)
- El viaje (1942)

### Sceneggiatore
- Dios los cría (1991)
- Desde el abismo (1980)
- Los médicos (1978)
- Cacique Bandeira (1975)
- La Patagonia rebelde (1974)
- Argentino hasta la muerte (1971)
- La fiaca (1969)
- Con gusto a rabia (1965)
- Paula cautiva (1963)
- Sábado a la noche, cine (1960)
- El candidato (1959)
- El jefe (1958)

### Supervisore regia
- No Exit (1962)
- Huis Clos (A puerta cerrada) (1962)

### Attore
- La nona (1979) ... Juez de Paz

## Riconoscimenti
- Argentine Film Critics Association
  - Miglior Regista per Argentino hasta la muerte
  - Miglior regista per El jefe
  - Miglior regista per Los tallos amargos
- Festival di Cannes
  - Candidatura Palma d'oro per Primero yo
- Festival internazionale del cinema di Mar del Plata
  - Miglior film in lingua castigliana per El jefe
- Festival cinematografico internazionale di Mosca
  - Diploma d'onore per El arreglo
  - Candidatura Premio d'Oro per El arreglo[7]